# Rio Nhundiaquara
O rio Nhundiaquara é um curso de água localizado no litoral do estado do Paraná.
O Nhundiaquara nasce a partir da confluência dos rios São João e Ipiranga e suas nascentes estão localizadas a 1.400 metros de altura (em relação ao nível do mar), dentro da serra do Marumbi (ou Parque Estadual Pico do Marumbi), na mata atlântica do litoral paranaense (também conhecido como serra do Mar), região pertencente ao município de Morretes. Seu comprimento, desde a confluência em que nasce, até a foz da baia de Antonina é de 37 km, desaguando no oceano Atlântico. Em uma grande fração inicial do rio, o seu leito é preenchido por pedras e rochas de circunferências variadas e com solo argiloso e a partir do distrito de Porto de Cima, o rio torna-se navegável por pequenas embarcações.
O seu leito, por alguns trechos, percorre paralelamente a estrada histórica da Graciosa, e corta ao meio a cidade turística de Morretes, terminando na cidade de Antonina. Em grande parte dos seus 37 km, permite-se a prática de esportes como canoagem, rafting, bóia-cross e pescarias, tornando-se um rio de referências econômica para o município morreteano.

## Etimologia
O significado de Nhundiaquara é: nhundia = peixe e quara = empoçado ou buraco, em tupi, ou “toca do jundiá”. O certo é que o nome faz uma referência a uma das primeiras denominações que o vilarejo de Morretes recebeu, por um breve período, de 24 de maio de 1869 a 7 de abril de 1870, e antes do seu definitivo nome..

## História
O Nhundiaquara teve papel importante no desenvolvimento da cidade de Morretes e região, pois foi um dos primeiros caminhos que a economia do vilarejo de Porto de Cima (uma das denominações de Morretes, que atualmente é um distrito do município) obteve, quando o antigo rio Cubatão (primeira denominação do rio Nhundiaquara) era navegado por embarcações de médio porte e escoava as mercadorias, tanto de Curitiba como do Povoado de Menino Deus dos Três Morretes (primeira nome da cidade), para o pequeno porto de Antonina ou Paranaguá e vice-versa, quando tropas de mulas aguardavam suas mercadorias no povoado de Morretes, que chegavam pelo rio das grandes metrópoles europeias, via Paranaguá, para subirem ao Primeiro Planalto Paranaense, ou pela Caminho do Itupava, ou pelo antiga trilha indígena que hoje é a Estrada da Graciosa.